# Albert Gervais (homme politique)
Albert Gervais, né le 7 août 1922 à Saint-Casimir et mort le 19 mars 1989 à Québec, est un avocat et homme politique québécois.